# Утакмице фудбалске репрезентације Мађарске 1954.
Фудбалска репрезентација Мађарске је током 1954. године одиграла 11 утакмица.

## Резиме
Прве две пролећне утакмице биле су против Египта и Аустрије, оба су завршена победама Мађарске. Дана 23. маја репрезентација Енглеске стигла је на узвратну утакмицу од претходне године. За енглезе узврат није био успешан, према тадашњој шали Пеште: „Енглези су дошли на једну седмицу (1 : 7), али су отичли са 7 : 1”.
Три недеље касније, репрезентативни тим је био у Швајцарској, на СП 1954.. Највећи кандидат за освајање турнира била је репрезентација Мађарске, која је импресионирала свет својом спектакуларном нападачком игром у годинама које су претходиле Светском првенству. Мађари су оправдали положене наде и кренули са две узастопне победе у групи. Победили су Немачку са 8 : 3 и Јужну Кореју са 9 : 0.
Мађари су наставили победнички низ и у елиминационој фази, победивши увек јаку репрезентацију Бразила са 4 : 2 у четвртфиналу.
У полуфиналу се мађарски тим састао са Уругвајем, непораженим браниоцем титуле, где су се на крају, у огромној борби, после продужетака, показали бољи Мађари и победили са 4 : 2. На другој страни, Немачка, која је у међувремену улазила у форму, изненађујуће лако је победила Аустрију са 6 : 1. Тако су до финала стигле Мађарска и Немачка, које су мечеве почеле у истој групи.
Финале је донело драматичну борбу. За само 10 минута мађарски тим је повео са 2 : 0, а сви знакови су указивали на то да ће публика поново видети велику победу. Међутим, Немци су брзо одговорили чак и изједначили. На крају Немци су однели победу голом постигнутим шест минута пре краја меча. У последњем минуту капитен мађарске репрезентације Ференц Пушкаш постигао је изједначујући гол, али је енглески судија сигнализирао прекид (касније се испоставило да гол Пушкаша није био у офсајду). Мађари су тако забележили први пораз од 1950. године и тако изгубили титулу светског првака за коју се веровало да је њихова.
Мађарски тим је касније те јесени одиграо шест мечева заредом, од којих је најупечатљивија била победа против Шкотске од 4 : 2, коју је у Глазгову подржало 134.000 гледалаца.
Савезни селектор националног тима у овом периоду је био:
- Густав Шебеш

## Утакмице
| Египат | 0 : 3 (0 : 1) | Мађарска                       |
| ------ | ------------- | ------------------------------ |
|        | Извештај      | Пушкаш 14’ 59’ · Хидегкути 62’ |

| Аустрија | 0 : 1 (0 : 1) | Мађарска       |
| -------- | ------------- | -------------- |
|          | Извештај      | Хапел 43’ (аг) |

| Мађарска                                                                | 7 : 1 (3 : 0) | Енглеска   |
| ----------------------------------------------------------------------- | ------------- | ---------- |
| Лантош 8’ · Пушкаш 21’ 73’ · Кочиш 31’ 56’ · Тот II 60’ · Хидегкути 62’ | Извештај      | Бродис 68’ |

| Мађарска                                                                      | 9 : 0 (4 : 0) | Јужна Кореја |
| ----------------------------------------------------------------------------- | ------------- | ------------ |
| Пушкаш 11’ 89’ · Лантош 17’ · Кочиш 24’ 35’ 50’ · Цибор 58’ · Палоташ 77’ 84’ | Извештај      |              |

| Мађарска                                                           | 8 : 3 (3 : 1) | Западна Немачка                 |
| ------------------------------------------------------------------ | ------------- | ------------------------------- |
| Кочиш 2’ 21’ 68’ 77’ · Пушкаш 17’ · Хидегкути 51’ 55’ · Тот II 75’ | Извештај      | Пфаф 26’ · Ран 76’ · Херман 83’ |

| Мађарска                                                   | 4 : 2 (2 : 1) | Бразил                                                         |
| ---------------------------------------------------------- | ------------- | -------------------------------------------------------------- |
| Хидегкути 4’ · Кочиш 9’ 88’ · Лантош 61’ (пен) · Божик 65’ | Извештај      | Ђ. Сантос 18’ (пен) · Жулињо 67’ · Н. Сантос 65’ · Умберто 88’ |

| Мађарска                                    | 4 : 2 (1 : 0, 2 : 2, 2: 2) | Уругвај         |
| ------------------------------------------- | -------------------------- | --------------- |
| Цибор 13’ · Хидегкути 47’ · Кочиш 110’ 117’ | Извештај                   | Хохберг 76’ 86’ |

| Западна Немачка          | 3 : 2 (2 : 2) | Мађарска             |
| ------------------------ | ------------- | -------------------- |
| Морлок 11’ · Ран 19’ 84’ | Извештај      | Пушкаш 7’ · Цибор 9’ |

| Мађарска                                         | 5 : 1 (3 : 1) | Румунија |
| ------------------------------------------------ | ------------- | -------- |
| Кочиш 20’ 35’ · Хидегкути 44’ 53’ · Будаи II 68’ | Извештај      | Озон 24’ |

| Совјетски Савез | 1 : 1 (1 : 0) | Мађарска  |
| --------------- | ------------- | --------- |
| Саљников 20’    | Извештај      | Кочиш 59’ |

| Мађарска                  | 3 : 0 (2 : 0) | Швајцарска |
| ------------------------- | ------------- | ---------- |
| Кочиш 19’ 32’ · Божик 83’ | Извештај      |            |

| Мађарска                       | 4 : 1 (1 : 0) | Чехословачка |
| ------------------------------ | ------------- | ------------ |
| Кочиш 11’ 60’ 74’ · Шандор 53’ | Извештај      | Паздера 87’  |

| Мађарска                                        | 4 : 1 (1 : 1) | Аустрија      |
| ----------------------------------------------- | ------------- | ------------- |
| Цибор 9’ · Палоташ 55’ · Кочиш 66’ · Шандор 81’ | Извештај      | Голнхубер 25’ |

| Шкотска                | 2 : 4 (1 : 3) | Мађарска                                           |
| ---------------------- | ------------- | -------------------------------------------------- |
| Ринг 41’ · Џонстон 46’ | Извештај      | Божик 20’ · Хидегкути 26’ · Шандор 43’ · Кочиш 90’ |

## Голгетери у 1954.
| Домаћин · 1954 | Гост · 1954 |

| - Ференц Пушкаш - Нандор Хидегкути - Михаљ Лантош - Шандор Кочиш - Золтан Цибор - Ласло Будаи - Карољ Шандор - Јожеф Божик |